# Goromonzi

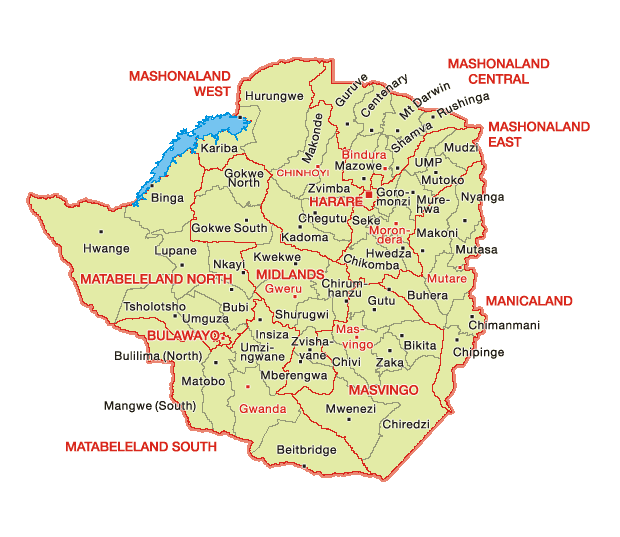
Distritos do Zimbábue

Goromonzi é um distrito na província zimbabueana de Maxonalândia Oriental. Está localizado a leste de Harare, a oeste de Murehwa, a sul de UMP e Mutoko e a norte de Marondera; faz fronteira a leste com o distrito de Makoni da província de Manicalândia.
A cidade com o mesmo nome, um centro agrícola a 120 km de Harare, é a que se encontra a maior altitude neste país.